# Dorniphora cornuta
Dorniphora cornuta är en tvåvingeart som först beskrevs av Jacques-Marie-Frangile Bigot 1857.  Dorniphora cornuta ingår i släktet Dorniphora, och familjen puckelflugor. Arten har ej påträffats i Sverige.